# Vanamõisa (Emmaste)
Pour les articles homonymes, voir Vanamõisa.
Vanamõisa est un village de la commune de Emmaste du comté de Hiiu en Estonie.
Au 31 décembre 2011, il compte 9 habitants.